# Ulkeopsis bullatus
Ulkeopsis bullatus är en skalbaggsart som beskrevs av Helava in Helava et al. 1985. Ulkeopsis bullatus ingår i släktet Ulkeopsis och familjen stumpbaggar. Inga underarter finns listade i Catalogue of Life.